# Csendes éj (film, 2023)
A Csendes éj (eredeti cím: Silent Night) 2023-as amerikai akcióthriller, amelyet Robert Archer Lynn forgatókönyvéből John Woo rendezett. A főbb szerepekben Joel Kinnaman, Scott Mescudi, Harold Torres és Catalina Sandino Moreno látható.
A forgatás 2022 áprilisa és májusa között zajlott Mexikóvárosban. Ez Woo visszatérése Hollywoodba a 2003-ban bemutatott A felejtés bére című filmje óta.
Az Amerikai Egyesült Államokban 2023. december 1-jén mutatták be a mozikban. Magyarországon december 28-án mutatják be a Vertigo Média Kft. forgalmazásában.

## Cselekmény
2021 szentestéjén Brian Godlock családapa hétéves kisfia rivális bandák kereszttüzébe kerül és meghal. Brian az elkövetők üldözése közben meg is sebesül, és a torkán ejtett lőtt seb miatt elveszíti hangját. Pontosan egy évvel később véres bosszút esküszik az elkövetőkön.

## Szereplők
| Szerep                | Színész                 | Magyar hang     |
| --------------------- | ----------------------- | --------------- |
| Brian Godlock         | Joel Kinnaman           | Király Attila   |
| Dennis Vassel nyomozó | Scott Mescudi           |                 |
| Playa                 | Harold Torres           |                 |
| Saya Godlock          | Catalina Sandino Moreno | Ágoston Katalin |

### Magyar változat
- Bemondó: Galambos Péter
- Magyar szöveg: Fekete Márk
- Hangmérnök: Bederna László
- Vágó: Pilipár Éva
- Gyártásvezető: Vigvári Ágnes
- Szinkronrendező: Nikodém Gerda
- Produkciós vezető: Witzenleiter Kitti

A szinkront a Direct Dub Studios készítette el.

## A film készítése
2021 októberében jelentették be először a Csendes éj című filmet, amely John Woo rendezésében és Joel Kinnaman főszereplésével készült, párbeszéd nélküli akciófilmként. 2022 márciusában egy speciális effektusokat alkalmazó asszisztens megsérült a forgatás előkészületei során, egy mexikóvárosi kaszkadőrpróbán. A stábtagot elütötte egy autó, eltörte a combcsontját és kificamította a vállát.
2022 áprilisában Scott Mescudi, Harold Torres és Catalina Sandino Moreno is csatlakozott a stábhoz. A forgatás 2022 áprilisában kezdődött Mexikóvárosban, és 2022. május 17-én fejeződött be. A film zenéjét Marco Beltrami szerezte.

## Fordítás
- Ez a szócikk részben vagy egészben  a   Silent Night (2023 film) című angol Wikipédia-szócikk fordításán alapul.  Az eredeti cikk szerkesztőit annak laptörténete sorolja fel. Ez a jelzés csupán a megfogalmazás eredetét és a szerzői jogokat jelzi, nem szolgál a cikkben szereplő információk forrásmegjelöléseként.